# Carolina-Dafne Alonso-Cortés
Carolina-Dafne Alonso-Cortés Román (Madrid, 31 de enero de 1933) es una novelista española.
Varias de sus novelas son históricas, y versan sobre la vida de mujeres famosas: Urraca de Castilla, Lucrecia Borgia, Isabel la Católica... También sobre personajes tan controvertidos como el Conde de Villamediana y sobre la conquista de América. 
Ha obtenido numerosos premios literarios, como el Álvarez Quintero, de la Real Academia Española.

## Biografía
De madre andaluza y padre castellano, es nieta del académico de la R.A.E. Narciso Alonso Cortés, con quien vivió en Valladolid desde los nueve años hasta su boda con el poeta Juan Antonio Lázaro, con el que se trasladó a Madrid y tuvo seis hijos. Bibliotecaria, ha trabajado en el Archivo de Simancas y en la Biblioteca Nacional de España, trabajos con los que siempre ha compaginado el oficio de escritora. Actualmente está jubilada y vive en Madrid, donde continúa escribiendo. 
Su primer libro, Núñez de Arce, treinta y cuatro, surge de los recuerdos de la autora acerca de la convivencia con su abuelo en el caserón vallisoletano que compartía con él. El libro, publicado en 1976, con prólogo de Francisco Javier Martín Abril, obtuvo excelentes críticas por parte de importantes escritores y filólogos como Gerardo Diego, Emilio Alarcos, Buero Vallejo, Antonio Tovar y Fernando Lázaro Carreter. Jorge Guillén dice del libro que es "Una obra original, moderna, con una riqueza increíble de elementos y expresiones que acreditan a esta autora como verdadera escritora".
En casi todas sus obras, incluso las de carácter histórico, se pueden vislumbrar pinceladas más o menos evidentes de su gusto por el relato de intriga, la principal pasión de esta autora. 

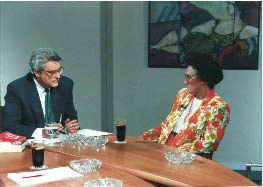
Carolina-Dafne en TVE

Ha sido la primera y única investigadora en España sobre la novelista Agatha Christie, y sus libros de ensayo sobre esta autora, Anatomía de Agatha Christie, y Agatha Christie, la Reina del crimen, son reconocidos internacionalmente. En calidad de especialista en la materia, tomó parte activa en la conmemoración del centenario de la escritora policíaca, con intervenciones en TVE y en otros medios acerca del tema.

## Premios y reconocimientos
- Ciudad de Jaca, 1982: Veinticuatro horas.
- Ateneo-Ciudad de Valladolid, 1983: Villamediana.
- Álvarez Quintero de la Real Academia Española, 1986: Villamediana.
- Castilla-La Mancha de Novela, 1985: Sota de copas, Reina de espadas.
- Ateneo de Santander, 1989: Tránsito.
- Castilla-La Mancha de Novela Corta, 1991: Los dioses y los caníbales.
- Miquel Adlert de Novela Corta, 1993: El aderezo.
- Juan Valera de Novela, 1996: La aventura increíble.
- Ciudad de Algeciras, 1997: Como el cristal de roca.
- Premio Amador de los Ríos, 1998: La dama hermosa de los ojos vacíos.
- Cáceres de Novela, 1999: La vuelta al mundo.
- Jaén de Relatos (Alfonso Sancho Sáez), 2005: El río de las Amazonas.
- Emilio Alarcos Llorach de Novela, 2007: Flores para Lucrecia Borgia.
- Ciudad de Toledo de Novela (Félix Urabayen), 2008: Las Generaciones.
- Premios de Cuentos: Hucha de Plata, Puerta de Bronce, etc.
- Finalista en los premios Villa de Bilbao, Planeta, Nadal, Plaza & Janés, etc.

## Obras

### Novela
- Núñez de Arce, treinta y cuatro. Madrid, Mayfe, 1976.
- Juegos del equinoccio de Septiembre. Madrid, Knossos, 1979.
- La memoria dormida. Madrid, Knossos, 1980.
- Veinticuatro horas. Zaragoza, Unali, 1982.
- Villamediana. Excmo. Ayuntamiento de Valladolid, 1983.
- Villamediana. 2ªed. Excmo. Ayuntamiento de Valladolid, 1992.
- Sota de copas, Reina de espadas. Junta de Comunidades de Castilla-La Mancha, 1986.
- El jardín de los Borgia. Madrid, Knossos, 1990
- Los dioses y los caníbales. Caja Toledo, 1991.
- La aventura increíble. Cajasur, 1996.
- Muerte a pleno sol. Madrid, Knossos, 1997
- Como el cristal de roca. Ayuntamiento de Algeciras, 1998.
- La dama hermosa de los ojos vacíos. Ayuntamiento de Baena, 1999.
- La vuelta al mundo. Cáceres, Fundación Cultural El Brocense, 2000.
- La odisea de América. Madrid, Knossos, 2001.
- Último año. Madrid, Knossos, 2003.
- El río de las Amazonas. Madrid, Knossos, 2005.
- Flores para Lucrecia Borgia. Sevilla, Algaida, 2006.
- Las Generaciones. Toledo, Ayuntamiento, 2009.
- Gladiolos y rosas. Madrid, Knossos, 2010 (originalmente publicada en 1983).

### Cuentos y relatos cortos
- Puerto Banús (cuentos). Madrid, Knossos, 1992.
- El refugio (cuento). Madrid, Knossos, 1993.
- El aderezo. Paterna (Valencia), 1994.
- Un encuentro (cuento). Madrid, Knossos, 1995.
- Cuentos de Intriga. Madrid, Knossos, 2005.
- Kaleidoscopio. Madrid, Knossos, 2010
- Micro Relatos. Madrid, Knossos, 2011

### Ensayos y artículos
- Anatomía de Agatha Christie. Madrid, Knossos, 1981.
- La magia de Agatha Christie. Madrid, ABC, 1990.
- Agatha Christie, la reina del crimen. Madrid, Knossos, 2005.
- En torno a la creatividad. Madrid, Knossos, 2007.
- Mi vida literaria.